# Pallanuoto agli VIII Giochi panamericani
L'VIII torneo panamericano di pallanuoto ha avuto luogo dal 4 all'8 luglio 1979 nel corso degli VIII Giochi panamericani tenutisi nella capitale portoricana San Juan.
Come nelle recenti edizioni, il torneo si è disputato con la formula del girone unico. Gli Stati Uniti sono tornati al successo conquistando il loro quarto titolo continentale.

## Risultati
| 4 luglio 1979 | Messico | 6 – 3 | Brasile |  |

| 4 luglio 1979 | Stati Uniti | 6 – 4 | Canada |  |

| 4 luglio 1979 | Cuba | – | Porto Rico |  |

| 5 luglio 1979 | Cuba | 5 – 4 | Messico |  |

| 5 luglio 1979 | Porto Rico | 8 – 8 | Canada |  |

| 5 luglio 1979 | Stati Uniti | 10 – 3 | Brasile |  |

| 6 luglio 1979 | Cuba | 12 – 4 | Brasile |  |

| 6 luglio 1979 | Canada | 7 – 6 | Messico |  |

| 6 luglio 1979 | Stati Uniti | – | Porto Rico |  |

| 7 luglio 1979 | Porto Rico | 7 – 5 | Brasile |  |

| 7 luglio 1979 | Cuba | 6 – 3 | Canada |  |

| 7 luglio 1979 | Stati Uniti | 7 – 5 | Messico |  |

| 8 luglio 1979 | Canada | 6 – 4 | Brasile |  |

| 8 luglio 1979 | Porto Rico | 5 – 5 | Messico |  |

| 8 luglio 1979 | Stati Uniti | 8 – 6 | Cuba |  |

## Classifica finale
|         | Squadra     | Punti | G | V | N | P | GF | GS | Diff |
| ------- | ----------- | ----- | - | - | - | - | -- | -- | ---- |
| Oro     | Stati Uniti | 10    | 5 | 5 | 0 | 0 | 31 | 18 | +13  |
| Argento | Cuba        | 8     | 5 | 4 | 0 | 1 | 29 | 19 | +10  |
| Bronzo  | Canada      | 5     | 5 | 2 | 1 | 2 | 28 | 30 | -2   |
| 4.      | Porto Rico  | 4     | 5 | 1 | 2 | 2 | 20 | 18 | +2   |
| 5.      | Messico     | 3     | 5 | 1 | 1 | 3 | 26 | 27 | -1   |
| 6.      | Brasile     | 0     | 5 | 0 | 0 | 5 | 19 | 41 | -22  |

## Fonti
- (EN) Todor66.com - Sport statistics Archive, su todor66.com.